# Cha chaan teng

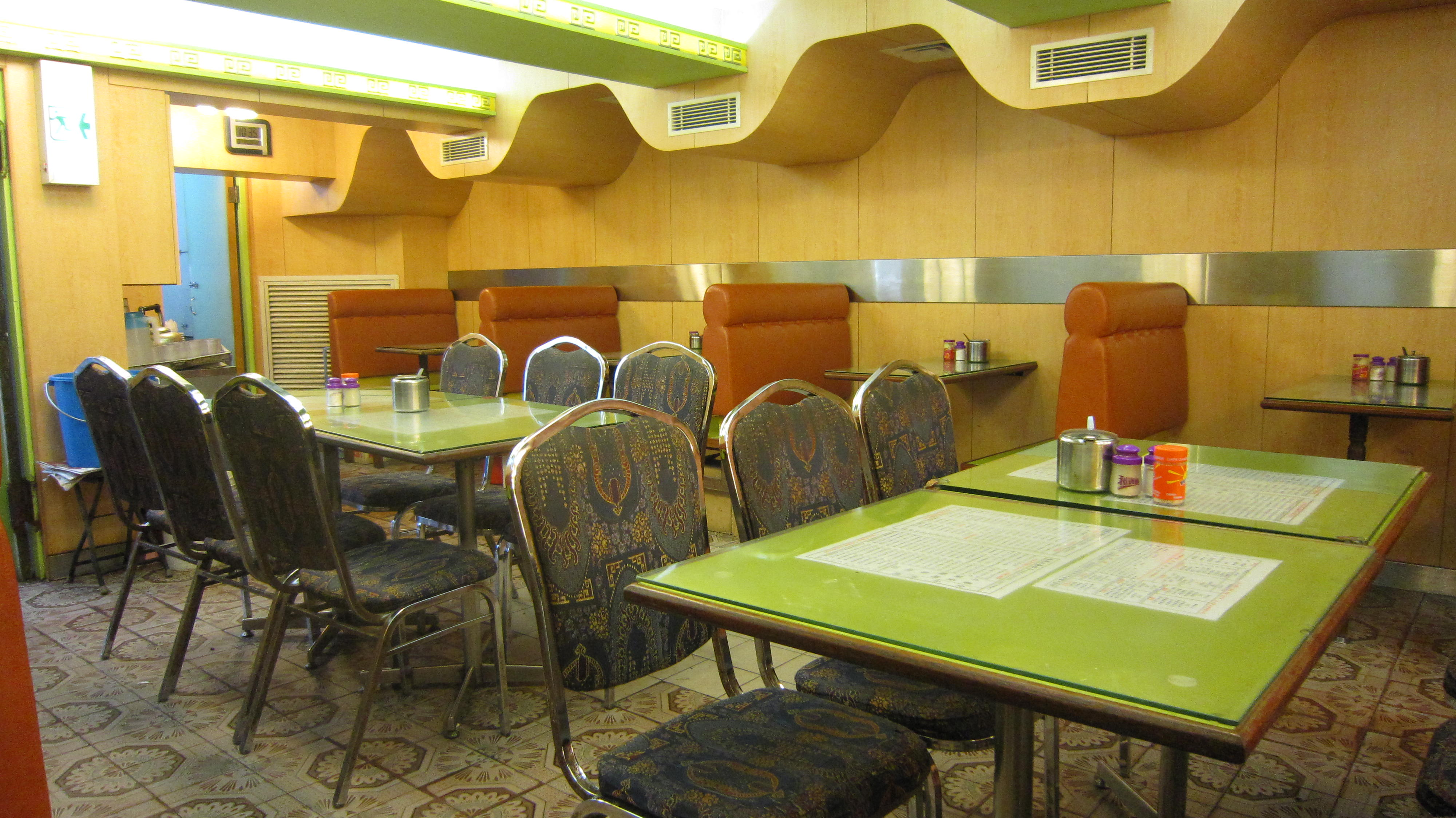
Cha chaan teng von Innen

Cha chaan teng (chinesisch 茶餐廳 / 茶餐厅, Pinyin Chá cāntīng, Jyutping Caa4 caan1teng1, Yale Cha4 chaan1 teng1, englisch tea restaurant – „Tee-Restaurant“) im Englischen oft Hong Kong-style cafés (dt. Cafés nach Hongkonger Stil) genannt, ist eine Art Restaurant, das seinen Ursprung im kolonialen Hongkong hat. Cha Chaan Teng findet man häufig in Hongkong, Macau und Teilen von Guangdong. Aufgrund der Auswanderungswelle aus Hongkong in den 1980er Jahren sind sie in den größeren chinesischen Diaspora der westlichen Ländern wie beispielsweise Australien, Kanada, dem Vereinigten Königreich und den Vereinigten Staaten mit historischen chinesischen Gemeinden etabliert. Diese Cafés (Gaststätte) sind bekannt für ihre vielseitige und erschwingliche Menüs, deren Gerichte der einfachen Hongkonger Küche und westliche Küche nach Hongkong-Art umfassen. Sie ähneln sich den westlichen Cafés oder Diners, aufgrund ihrer ungezwungenen Umgebung sowie den Menüs, die sich um Kaffee und Tee drehen.

## Geschichte

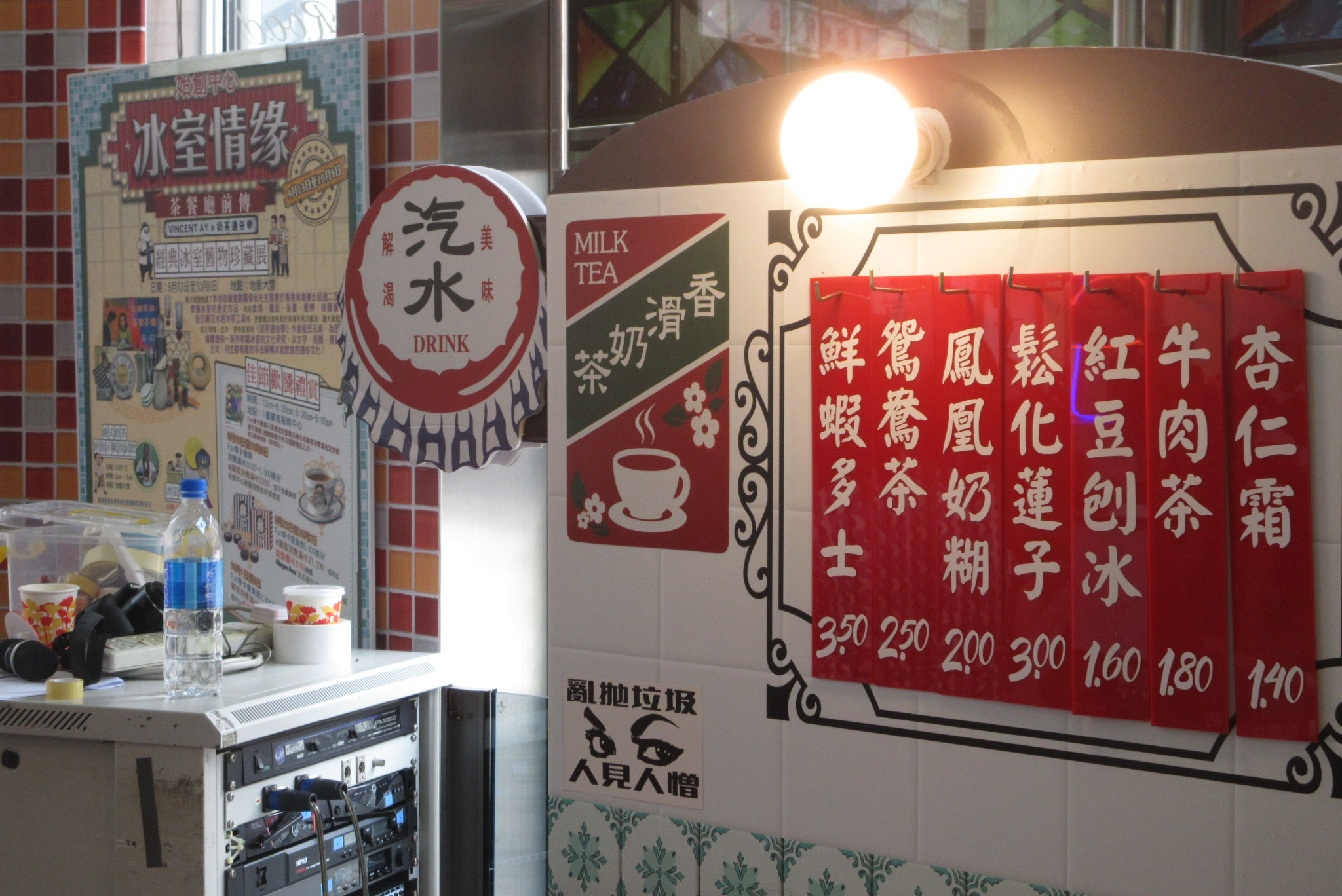
Typische Speisekarte (rechts) eines „Cha-chaan-tengs“

Seit den 1850er Jahren war die westliche Küche in Hongkong nur in Full-Service-Restaurants erhältlich – ein Privileg, das den Briten, der lokalen Oberschicht und Ausländer vorbehalten war, da ein Besuch für die meisten Einheimischen aus der Arbeiterklasse finanziell unerschwinglich blieb. Neben finanzielle waren auch sprachliche Barrieren ein Hindernisgrund für den Besuch des einfachen Bürger in solch ein Restaurant, da die Speisekarten solcher Gaststätten nur in englischer Sprache ausgezeichnet waren. In den 1920er Jahren konnte das Essen in einem westlichen Restaurant bis zu 10 US-Dollar kosten, während ein arbeitender Einheimischer 15 bis 50 US-Dollar pro Monat verdiente.
Nach dem Zweiten Weltkrieg (Pazifikkrieg) wurde die Kultur Hongkongs von der britischen beeinflusst. Die Menschen in Hongkong fingen an westliche Speisen in ihre kulinarische Gewohnheiten zu integrieren und dem Tee Milch hinzuzufügen. Kuchen und Gebäck nach westlichem Stil wurden populär. So entstand die lokaltypische Gastronomie und einige Hongkonger Cha-Chaan-Tengs nahmen entsprechende Produkte auf, die sich nach den neuen örtlichen Essgewohnheiten richteten. Die Aufnahme verschiedener Arten von kanto-westlicher Küche und Getränken mit traditionelle Zubereitungsart in die lokale Speisekarte führte dazu, dass sie im Volksmund auch die Bezeichnung „westliches Sojasaucen-Essen“ (豉油西餐) einbrachten, da einerseits chinesische Köche mit Erfahrung in der westlichen Küche Sojasaucen in die Rezeptur westlicher Speise hinzufügten, andererseits aufgrund der günstigen Preisen diese Speisen auch gern als „günstiges westliches Essen“ bezeichnet wird.
Die Aufnahme von Speisen aus der westlichen Küche, die auch für die Unterschicht bezahlbar waren, führte in den 1950er und 1960er dazu, dass viele Sojasauce Style Western Restaurant (豉油西餐廳) und Bing Sutt („Eisräume“, 冰室) zu Cha-Chaan-Teng („Tee-Restaurant“) wurden, um die hohe Nachfragen nach erschwinglichem und schnellem westlichem Essen nach Hongkong-Art, zu befriedigen. Während der asiatischen Finanzkrise 1997 gewann Cha-Chaan-Tengs in Hongkong erneut an Popularität, da sie verglichen mit anderen lokalen Gaststätten immer noch das günstigste Essen anboten. 2007 schlug ein Beamter der Hongkonger Regierung vor, Cha Chaan Teng aufgrund der wichtigen Rolle in der Gesellschaft Hongkongs in die Liste des immateriellen Kulturerbes der UNESCO aufzunehmen. Dezember 2007 empfahl die Hongkonger Politikerin und Abgeordnete Choy So Yuk während einer Sitzung des Legislativrates Hongkongs Cha-Chaan-Teng-Kultur der UNESCO zur Anerkennung als „immaterielles Kulturerbe der Menschheit“ vorzulegen. Dieser Vorschlag kam aufgrund einer repräsentativen Umfrage in der Hongkonger Bevölkerung zustande, bei der sieben von zehn Personen der Meinung waren, dass diese lokaltypische Gastronomie einen Eintrag in der UNESCO-Kulturliste verdient hätten. Der Vorschlag zur Aufnahme in die Liste wurde von der UNESCO jedoch abgelehnt.
Im Juni 2014 wurde eine Reihe bekannter Gerichte der Cha Chaan Teng in das erste Verzeichnis des immateriellen Kulturerbes von Hongkong aufgenommen. Diese wären namentlich der Milchtee nach Hongkonger-Art (港式奶茶), Yuenyeung-Tee (鴛鴦茶), Pineapple Bun („Ananasbrötchen“, 菠蘿包) und Egg tart („Eiertarte“, 蛋撻).

## Variationen
Andere Arten lokaler Restaurants, die Cha Chaan Teng´s in Hongkong am ähnlichsten sind, sind Chaan Sutt („Esszimmer“, 餐室) und Bing Sutt („Eisraum“, 冰室), die eine leichtere und begrenzte Auswahl an Speisen bieten als Cha Chaan Teng. Früher verkauften diese Lokale meist nur verschiedene Sorten von lokalen Kaltgetränke, Eis, Sandwiches, Nudeln und Suppen, aber keine Reisgerichte. Allerdings ignorieren mit der Zeit einige Gastronomiebetriebe, die heute noch diesen Titel tragen, diese Tradition und erweiterten aufgrund ökonomischen Druck ihren Angebot mit aller Arten von Reis- und Nudelngerichte (z. B. Wantan-Nudelsuppe). Rechtlich gesehen unterscheiden sich aufgrund verschiedenen Speisenangebote zwischen „Chaan sutt“ und „Bing sutt“ auch die gastronomische Betriebsgenehmigung. Originale chaan sutts, bing sutts oderbing tengs, die als Vorläufer der heutigen Cha-chaan-tengs angesehen werden können, sind in Hongkong mittlerweile rar geworden.
Im Juni 2009 eröffnete das Hongkonger Einzelhandelsdesigngeschäft G.O.D. in der Duddell Street und kreierte in Zusammenarbeit mit Starbucks, ein Bereich mit einer „Bing Sutt Corner“. Es ist ein Konzept, das den Retro-Teehausstil Hongkongs mit dem modernen Look eines Kaffeehauses verbindet.

## In Medien und Populärkultur
- Die Ähnlichkeiten zwischen den verschiedenen Menüs wurden als Satire von My life as McDull, einem McDull-Film, aufgegriffen.
- Als wichtiger Bestandteil der Hongkonger Kultur sind Cha Chaan Teng in vielen Hongkonger Filmen und Fernsehdramen zu sehen:
  - Die von TVB 2003 bis 2005 produzierte Sitcom Virtues of Harmony II (皆大歡喜 II) erzählt die Geschichte einer Familie, die ein Cha-Chaan-Teng führt, das normalerweise mit „Egg tart“ und „Silk-stocking milk tea“ angibt, die sie selbst herstellen.[22][23]
  - Stephen Chow spielte 1998 in der Filmkomödie The Lucky Guy (行運一條龍) einen Kellner eines Cha-Chaan-Teng-Restaurants und 1999 in King of Comedy (喜劇之王) einen Cha-Chaan-Teng-Essensboten.[24][25]
- Einige lokalen Getränkehersteller nutzen für ihre Produkte den gängigen Begriff „Cha Chaan Teng“, um sie von anderen Konkurrenzprodukte hervorzuheben, so gibt es beispielsweise ein „Cha Chaan Teng Milchtee“ und den „Cha Chaan Teng Zitronentee“.

## Galerie

Cha chaan teng – Typische Speisen
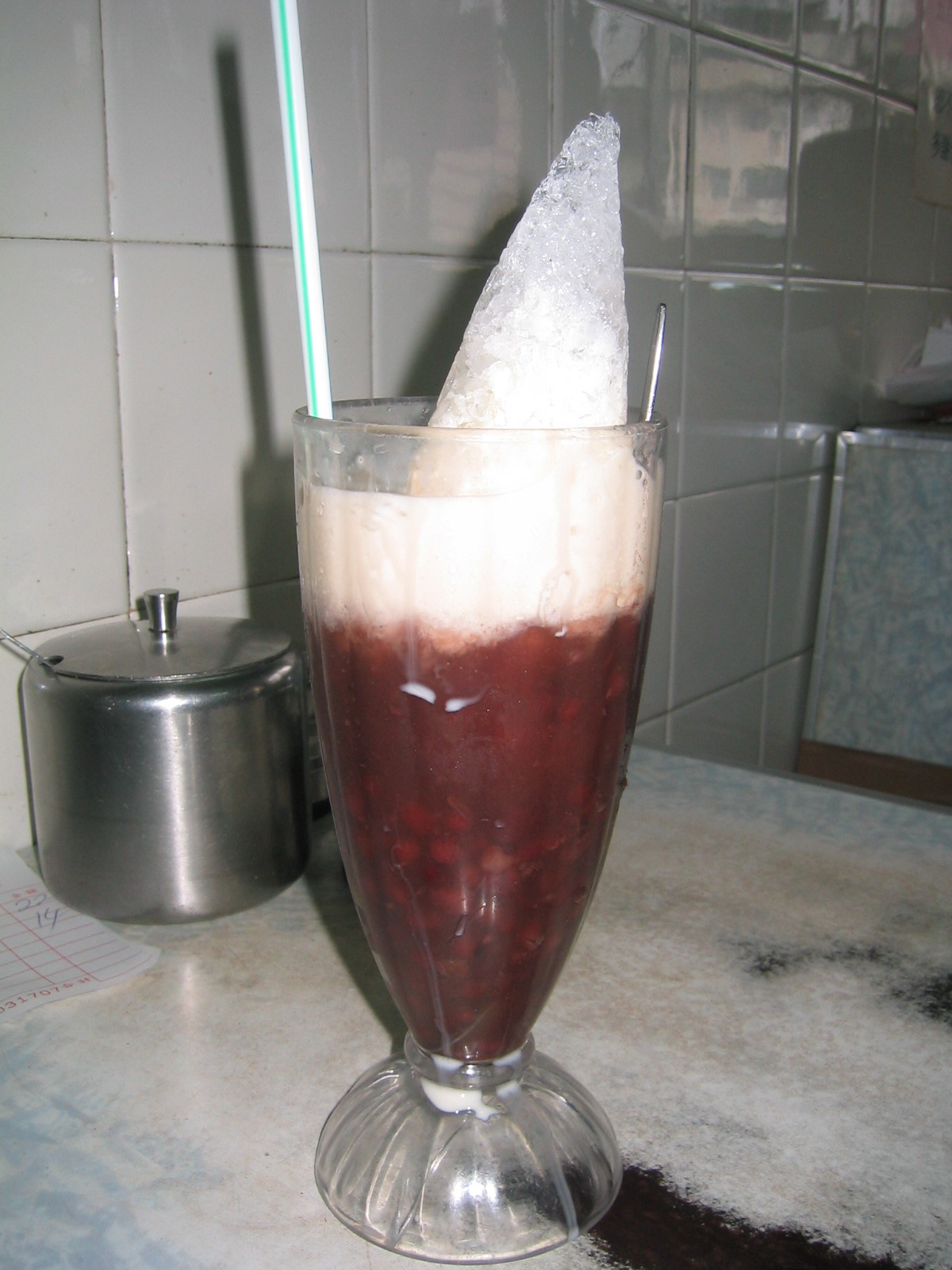
Kaltgetränk „Red bean ice“
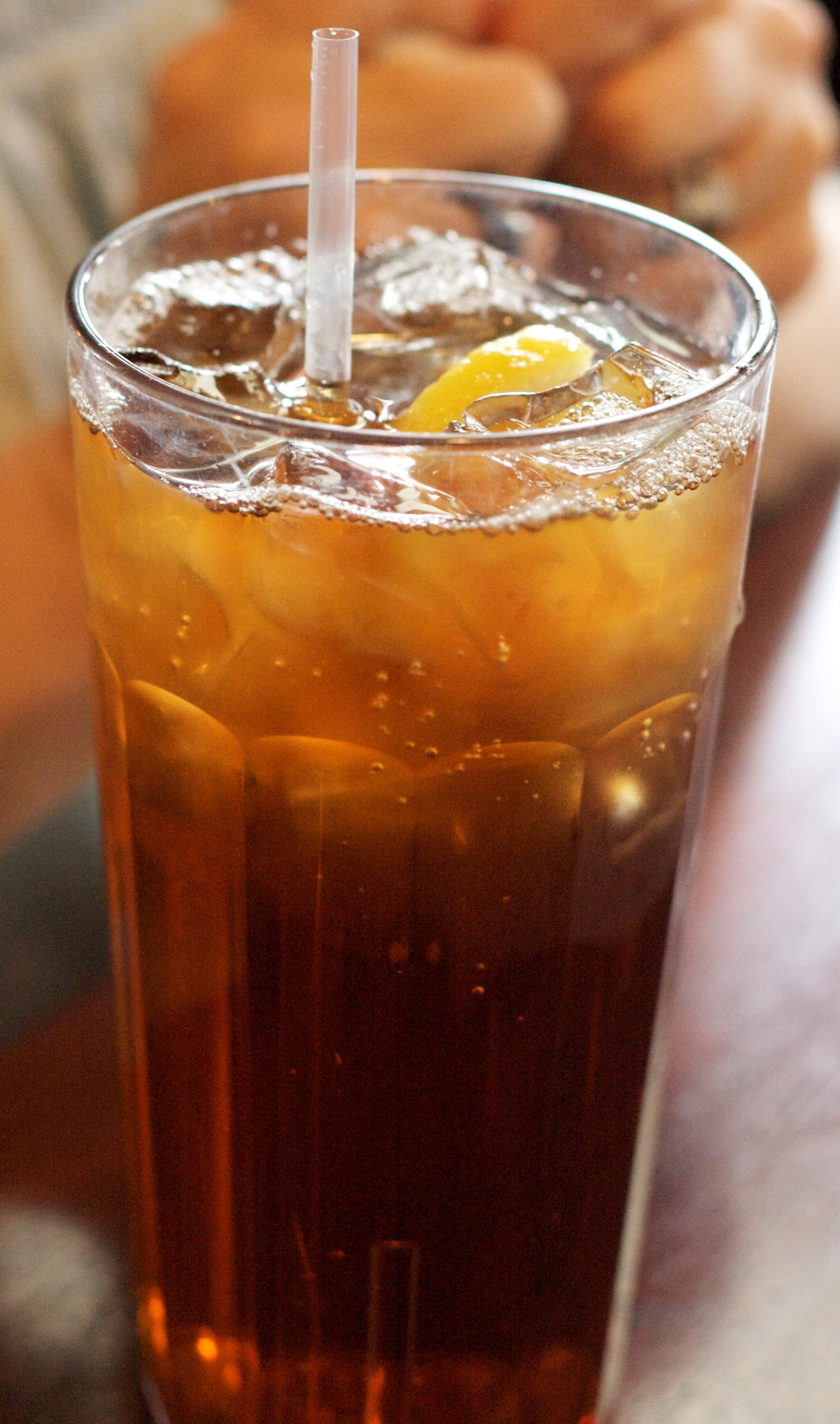
„Zitronentee mit Eis“
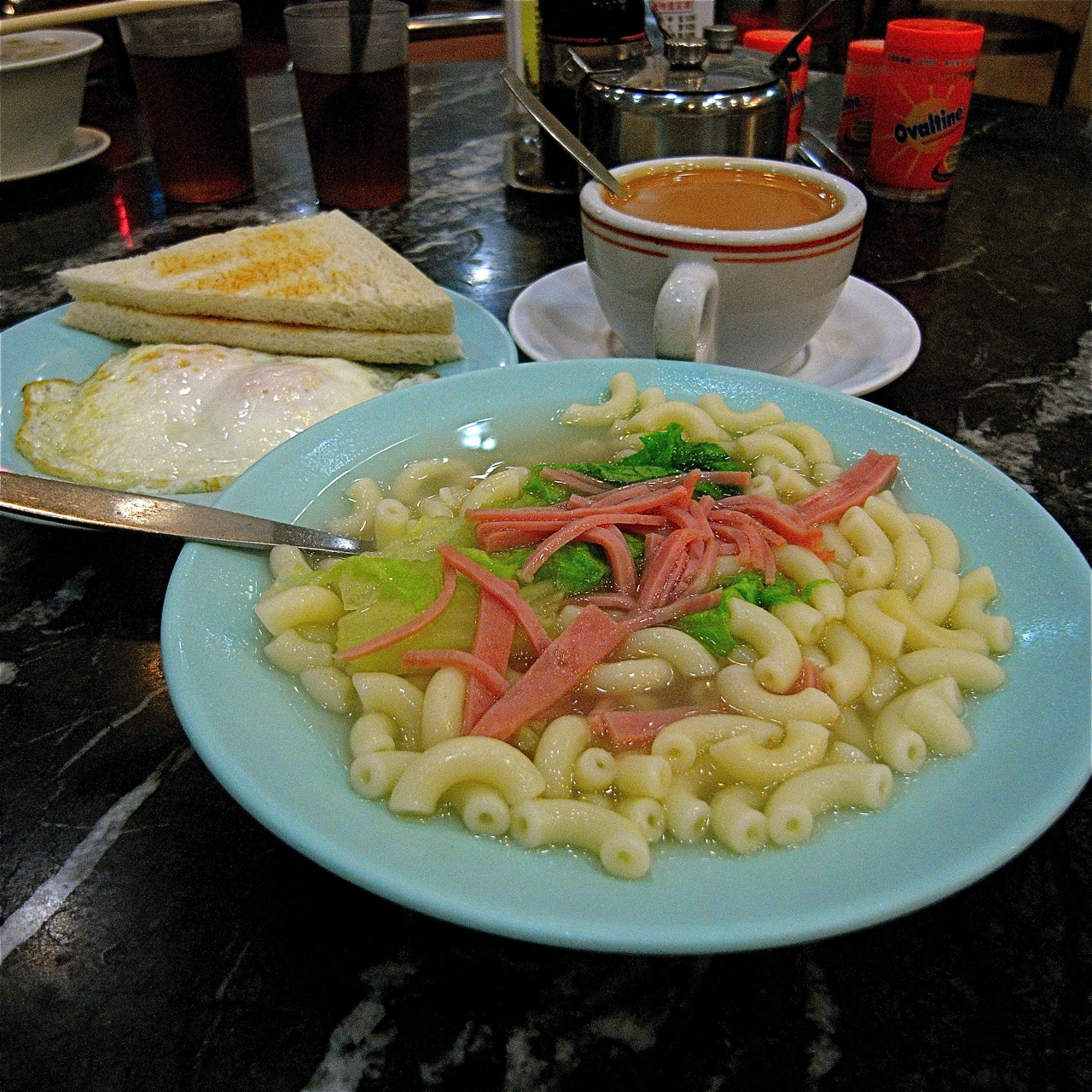
Westliches Frühstück nach Hongkong-Art
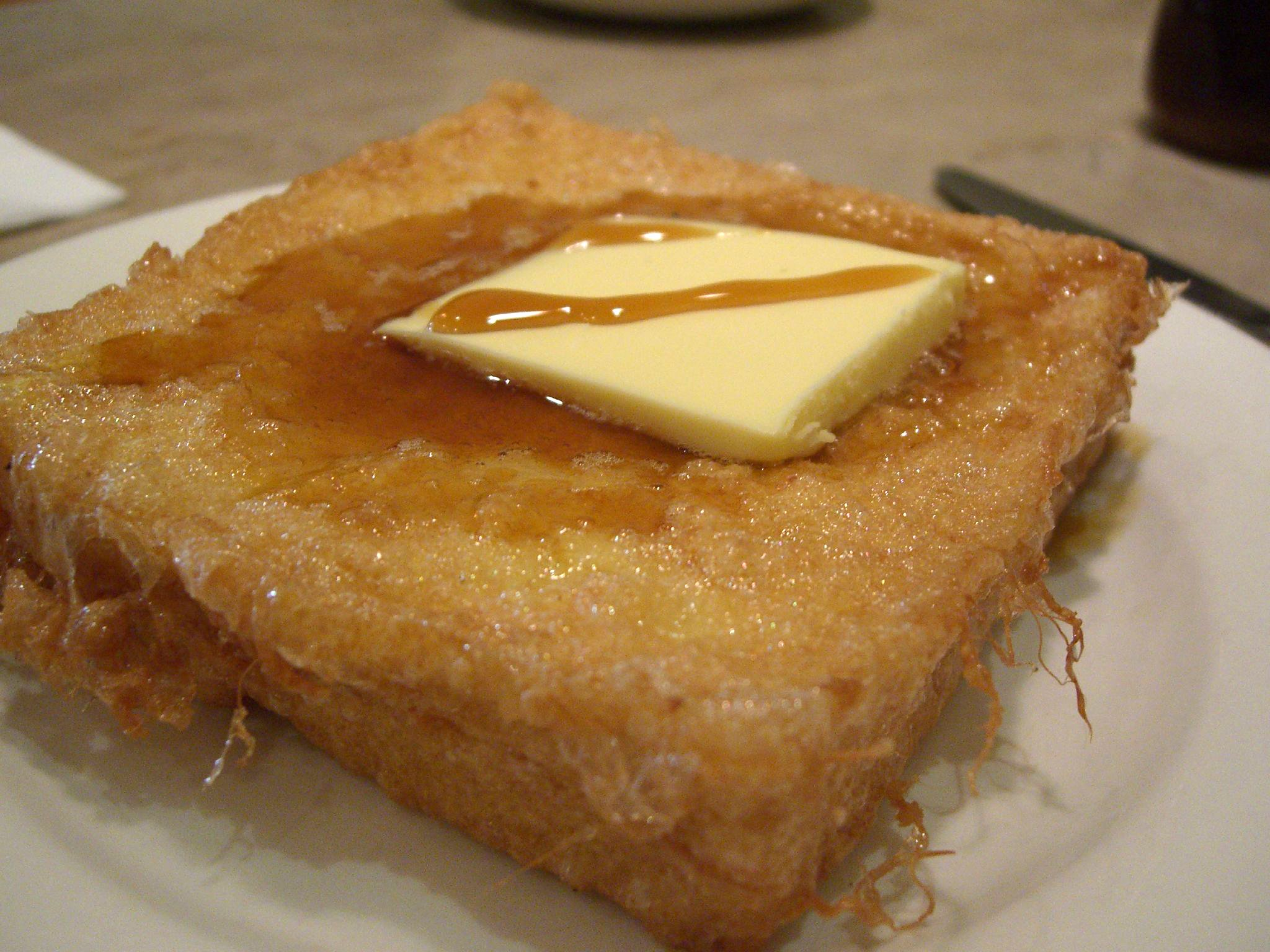
Arme Ritter nach Hongkong-Art
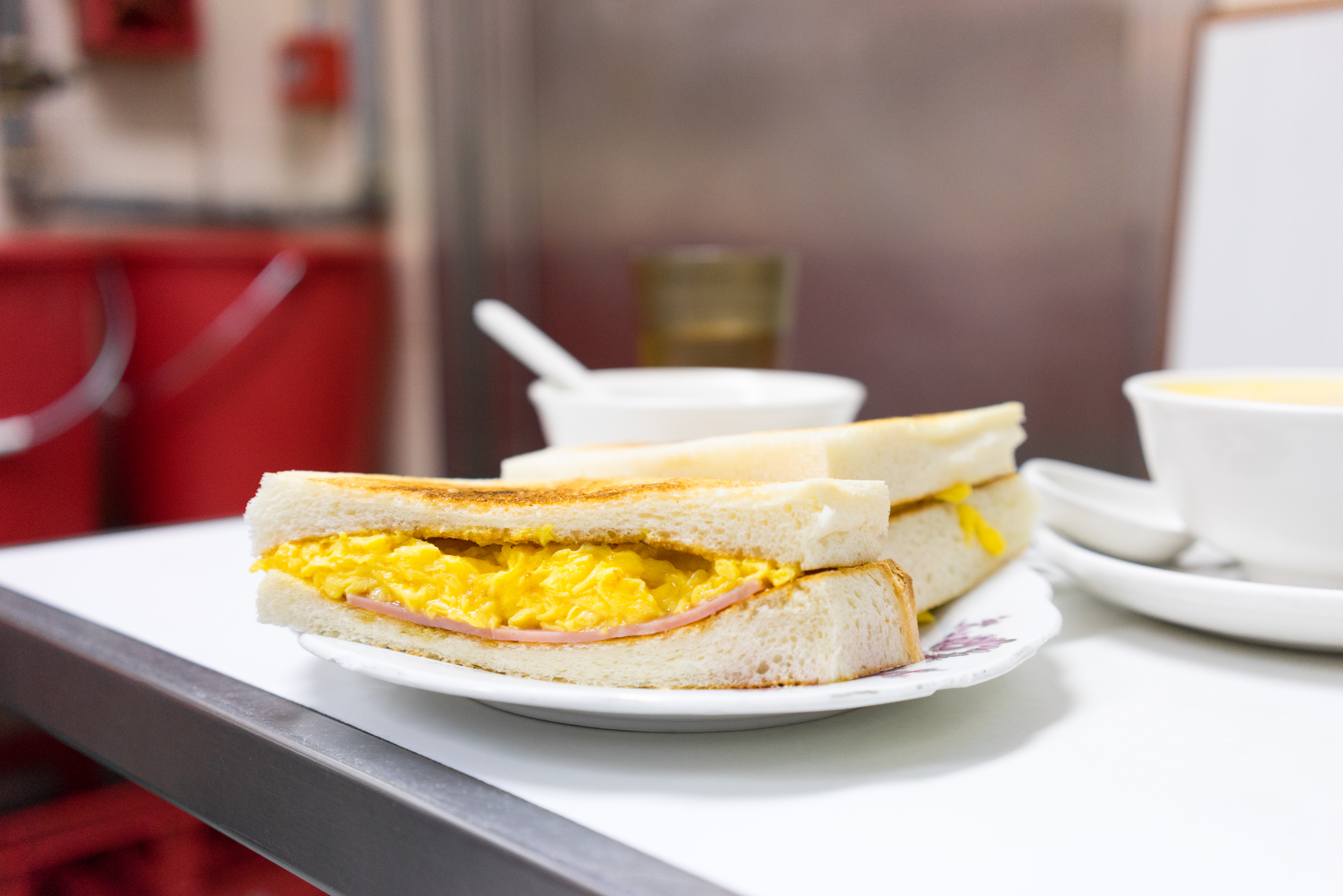
Sandwich mit Rührei und Schicken
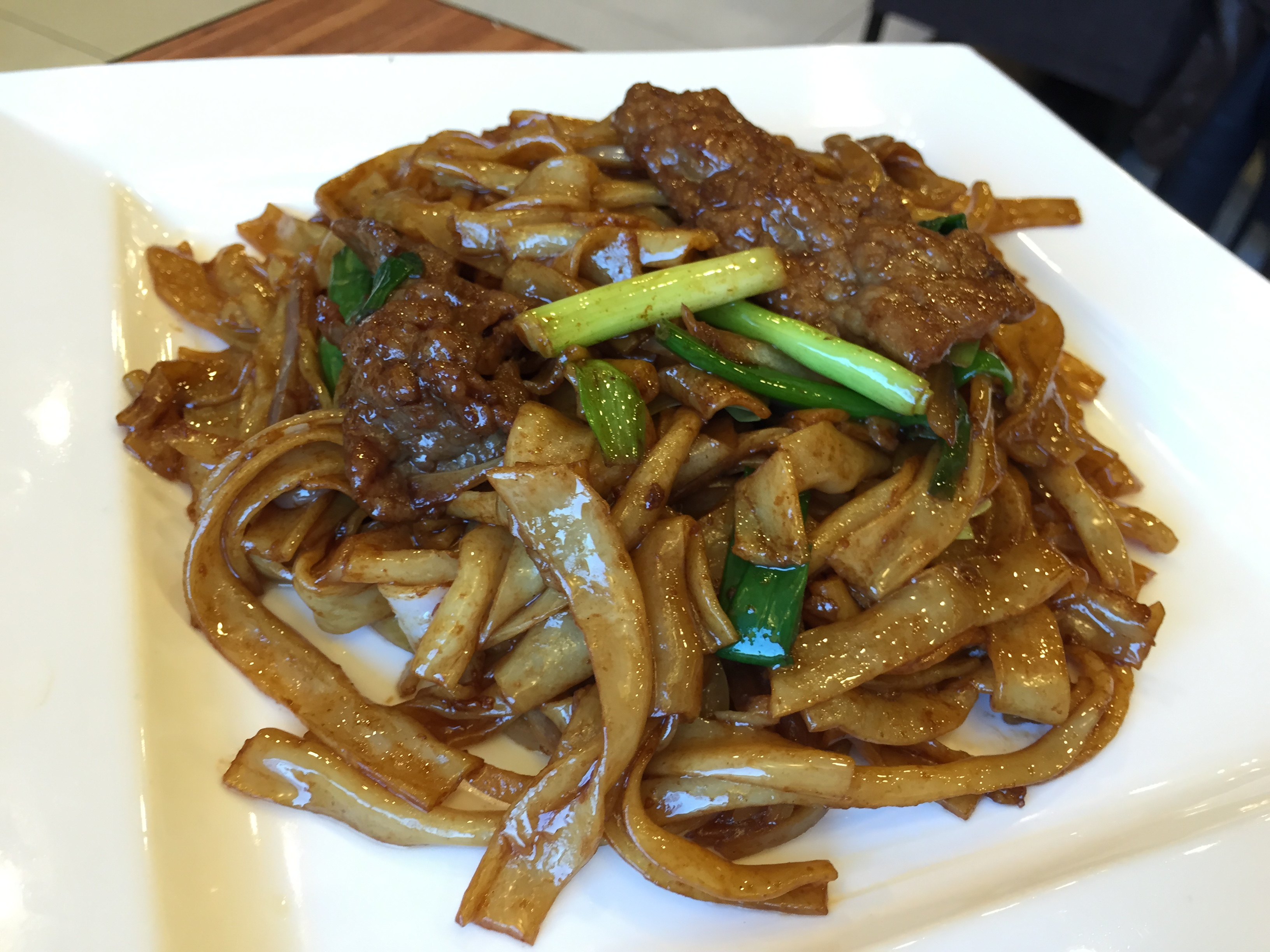
Gebratenes Nudelgericht
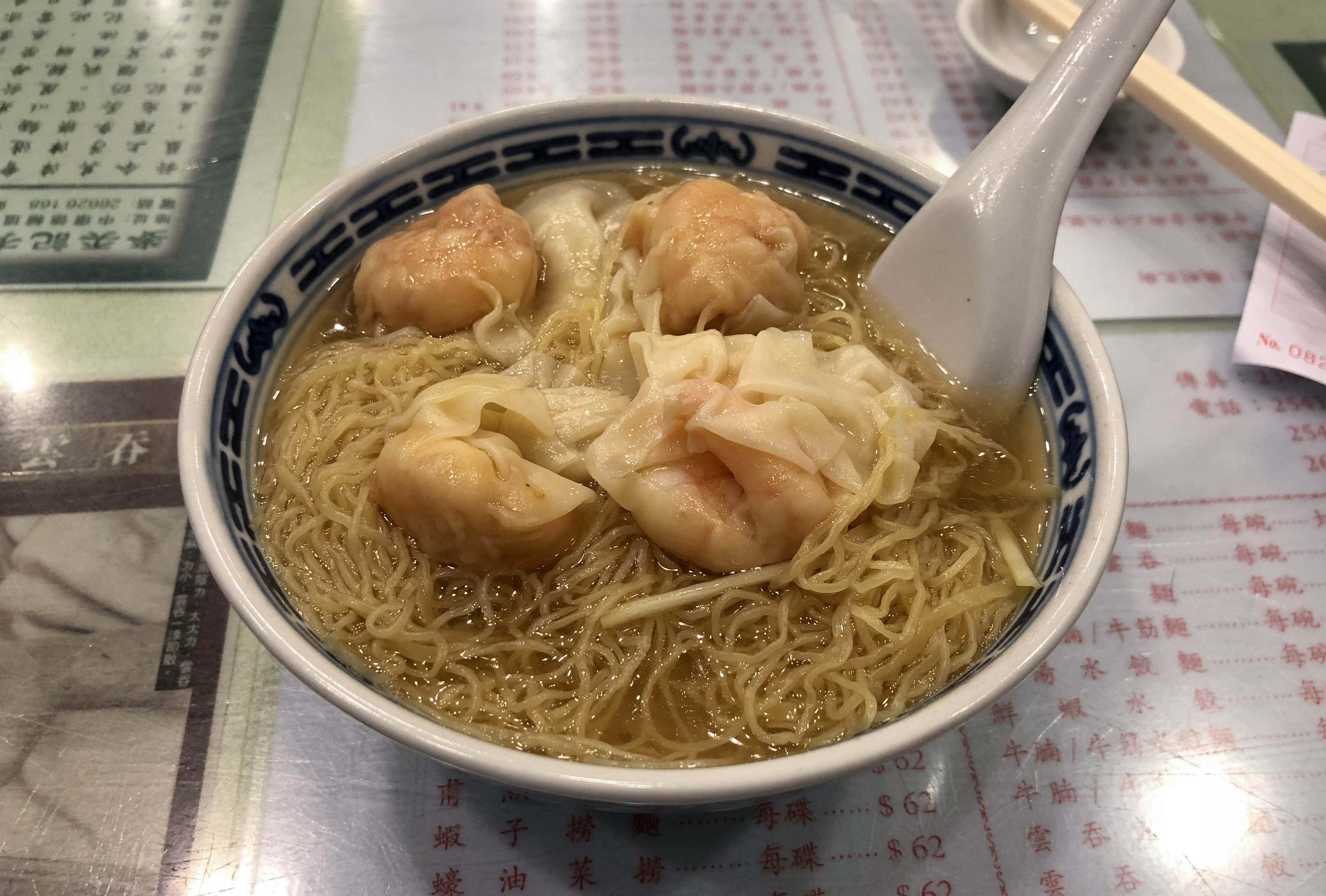
Wanton-Nudelsuppe
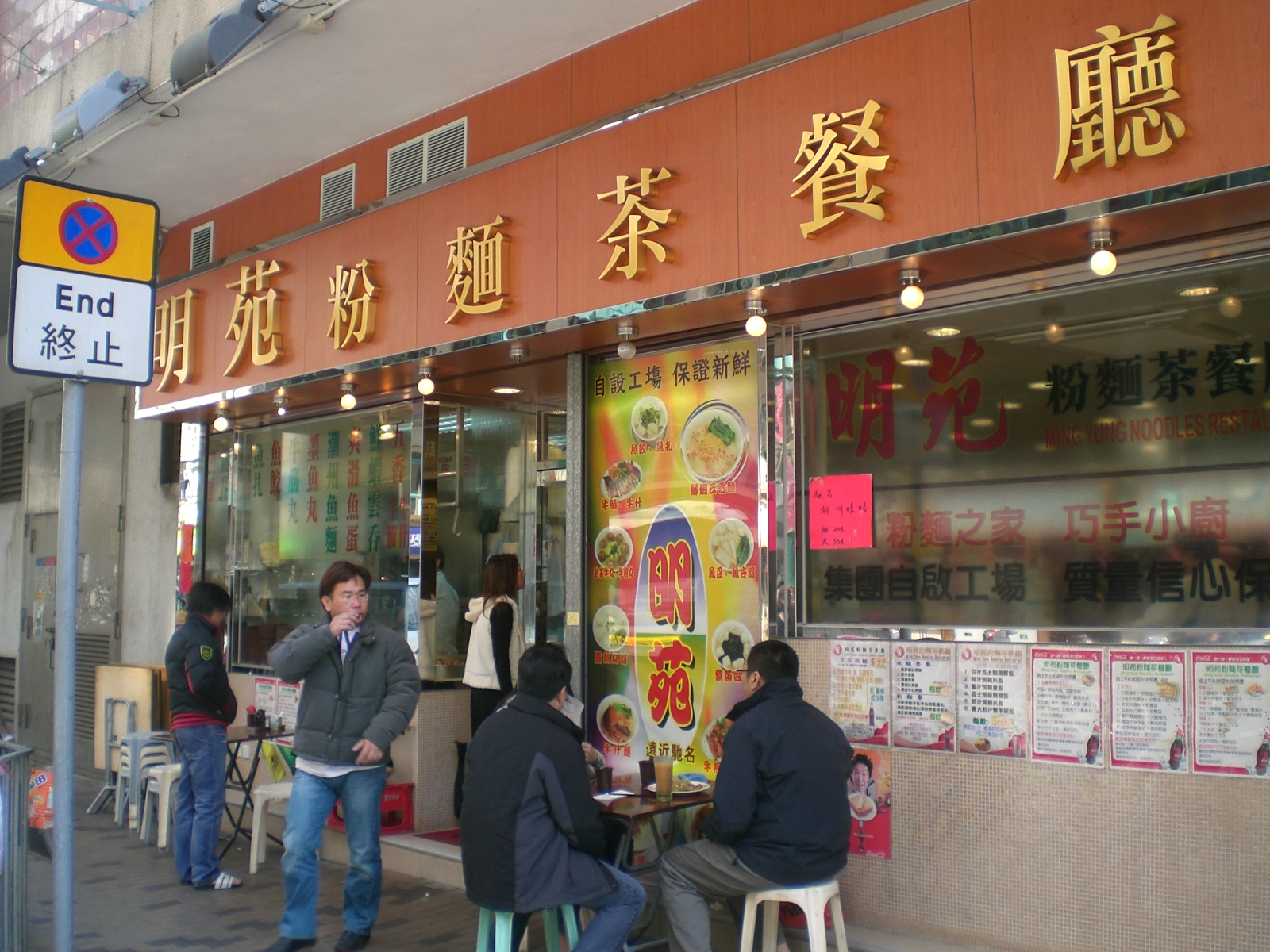
Ein Cha Chaan Teng in Sham Shui Po
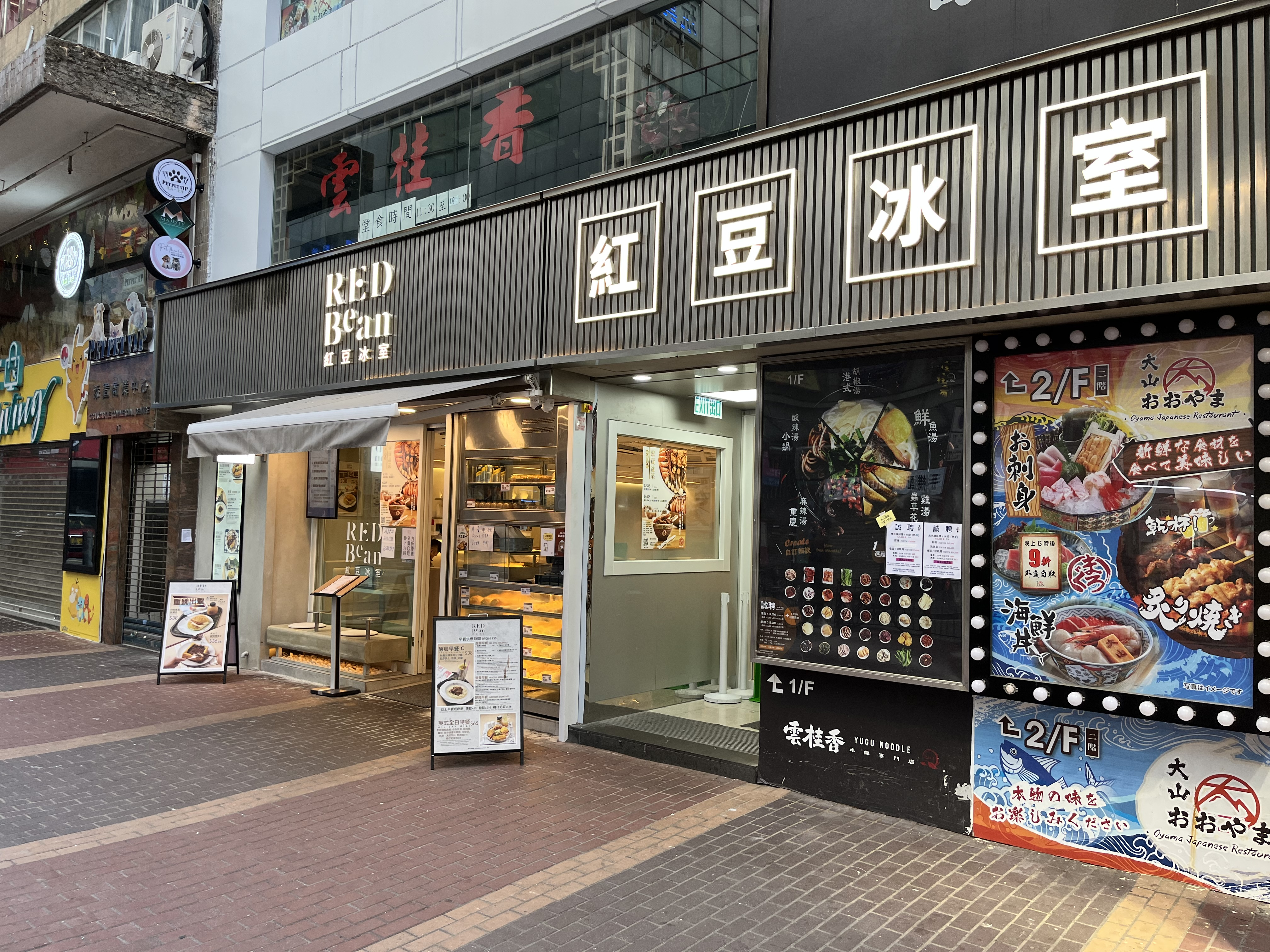
Ein Bing Sutt[32] in Mongkok